# 趙彤
趙彤（Yedda Chiu，1981年3月1日—），原名趙婉汝，台灣演員、模特兒、主持人、華娛衛視主持人。

## 纪事
- 一出道，就被指為“翻版孙燕姿”或“翻版蔡少芬”。[1]
- 曾被指与香港新世界集团主席郑裕彤的长孙郑志恒戀愛，之後她回應否认。[2]
- 2009年華語主持群星會中，獲得「十大風采華語主持奬」。[3][4]
- Yedda的家族亦來頭不小，祖先趙一山是清朝秀才，亦是台灣首位創校的大人物。[5]

## 综艺节目
- 华娱卫视：《夜来女人香.美丽最前线.教主來了》
- 东亚卫视：《娱乐一周》
- 宁波电视：《一步一生》
- 民視：《温泉乡的诗歌》
- 台視：《健康天天报》
- 台灣緯來電視：《Taipei Walker Walker》

## 电视剧
- 台視《台灣男女真情事件》 花園中哭泣的母雞 飾 筱群
- 台視《台灣男女真情事件》 都是疑心惹的禍 飾 林靜慧
- 台視《台灣男女真情事件》 劫數! 飾 周莉莉
- 《极速青春》
- 《麻辣鲜师》-比武招爱
- 《爱在蔓延-手足情深》
- 民視《超人气学园》 飾 徐招娣
- 《浓情巧克力》
- 華視《爱上总经理》
- 《我们这一家》
- 民視《家有日本妻》 飾 Tina
- 《死了都要愛》
- 《親密損友》（亞洲電視）
- 三立台灣台《戲說台灣》
  - 土地公娶姑娘神 飾演 寶貞
  - 鯉魚穴的咒讖 飾演 阿嬌
  - 觀掃帚神 飾演 沈月娥
  - 鸚哥精 飾演 林文琇
  - 魁星點狀元 飾演 鳳珠
- 《隱世者們》（MyTV SUPER）

## 电影
- 《七擒七縱七色狼》(2007年)
- 《神槍手與智多星》(2007年)
- 《我老婆係賭聖》(2008年)
- 《金錢帝國》(2009年) 女警
- 《潮性辦公室》(2011年)

## 外部連結
- 彤顏彤語 （页面存档备份，存于）